# テレノーチェ
『テレディアリオ』(スペイン語: Telenoche）は、アルゼンチンのテレビニュース番組です。 毎週月曜日から金曜日の午後8時にエル・トレセで放送されます。